# Abu-Zayd al-Balkhí
Abu-Zayd Àhmad ibn Sahl al-Balkhí (persa: ابوزید احمد بن سهل بلخی; àrab: أبو زيد أحمد بن سهل البَلْخِي, Abū Zayd Aḥmad ibn Sahl al-Balẖī) (Balkh, Khorasan, 850-934) va ser un erudit persa deixeble d'al-Kindí i fundador d'una important escola de geografia a Bagdad que duu el seu nom. Destaca per les seves aportacions a l'estudi del clima i per haver introduït el concepte de «salut mental» al món islàmic. Dins aquest camp va definir alguns trastorns i la seva possible teràpia, en la qual lligava l'aspecte físic i l'aspecte psicològic, ja que pensava que cos i ànima no es podien destriar i que havien d'estar tots dos en equilibri.